# Bartonella rochalimae
Bartonella rochalimae es una especie de bacterias  gram-negativas del género Bartonella. Fue descrita en 2012. El microorganismo fue aislado por investigadores en la Universidad de California en San Francisco (UCSF), Massachusetts Hospital General, y los Centros de Estados Unidos para Control de Enfermedad y Prevención. La bacteria tiene relación muy cercana a la Bartonella quintana, que es el microbio que causa la fiebre de trinchera la cual afectó a miles de soldados durante Primera Guerra Mundial. Recibe su nombre del científico brasileño Henrique da Rocha Lima, B. rochalimae. Está también estrechamente relacionada con la Bartonella henselae, una bacteria identificada a mediados de los años 1990 durante la epidemia de sida en San Francisco, causante de la fiebre de arañazo del Gato, la cual todavía infecta a más de 24,000 personas en los Estados Unidos cada año.

## Descubrimiento
El primer caso estudiado por infección de esta bacteria fue en una paciente femenina de 43 años de edad, norteamericana, quien había viajado al Perú tres semanas previo a la enfermedad. La paciente padecía de un nivel de anemia que puso en peligro su vida, y presentó con un bazo inflamado, fiebres de 102 grados Fahrenheit (39 grados Celsius) e insomnia dos semanas después de regresar a los Estados Unidos. Los síntomas eran semejantes a aquellos de la typhoid fiebre y malaria. La enfermedad de la paciente se le atribuyó inicialmente a la Bartonella bacilliformis, una especie relacionada y que se sabía que causaba un aspecto microbiológico similar bajo el microscopio y que se transmite por las moscas de arena e infecta a un 10% de la población humana en algunas regiones de Perú con altos índices de Oroya fiebre.  El tratamiento con antibióticos basado en ese diagnóstico presuntivo rápidamente curó la infección de la paciente, pero la investigación más enfocada demotró que las bacteria causante era de una especie anteriormente desconocida.  Es posible que otros casos diagnosticados con Oroya resulten de esta especie. Los hallazgos se publicaron en la Revista de Medicina de Nueva Inglaterra en 2007.

### California
Para el año del descubrimiento, se aisló la Bartonella rochalimae en 3 perros y 22 zorros grises en una área rural de Humboldt, Condado de Trinity a lo largo del Río Trinity, cerca la ciudad de Hoopa, al norte de California, EE. UU. Los autores temporalmente nombraron
al organismo nuevo Bartonella pseudo-clarridgeiae en vista de estrecha relación con la B. clarridgeiae. El descubrimiento estuvo dirigido por el Departamento de Salud de Población y Reproducción, la Escuela de Medicina Veterinaria, Universidad de California Davis, y se publicó en la Revista de Microbiología Clínica en 2007.

### Mamíferos
En marzo de 2009, un informe de un perro con endocarditis debido a Bartonella rochalimae fue publicado en la Revista de Microbiología Clínica. (enlace roto disponible en Internet Archive; véase el historial, la primera versión y la última). El perro macho de 9 años de edad, era mezcla de pastor oriundo de San Francisco y referida a la Universidad de California-Davis, en enero de 2000 debido a fatiga y obtunación mental. Se confirmó el diagnóstico de endocarditis por ecocardiografía con el resultado del fallecimiento del animal en agosto de 2000. El análisis de la válvula aórtica averiada indicó que el perro estaba infectado con una nueva especie de Bartonella, confirmado con el tiempo por medio análisis de ADN haber sido Bartonella rochalimae. Según los autores, este fue el primer caso de infección por B. rochalimae identificado en animales domésticos y salvajes y el primer informe de B. rochalimae aislado en mamíferos de América del Norte. (enlace roto disponible en Internet Archive; véase el historial, la primera versión y la última).
En mayo de 2009, la Bartonella rochalimae fue nuevamente identificada por secuencia de ADN en un perro enfermo en el Hospital de Enseñanza Veterinario de Aristóteles de la Universidad de Salónica. El descubrimiento fue hecho en el laboratorio Vector Diagnóstico y Enfermedades Aguantados de la Universidad Estatal de Carolina del Norte, la Universidad de Medicina Veterinaria, y fue publicado en la Revista de Microbiología Clínica.
En julio de 2009, se aisló la Bartonella rochalimae en pulgas de gatos y perros de Chile. Los organismos fueron detectados por amplificación de ADN efectuada en el Laboratorio de Patógenos Especial del Área de Enfermedades Infecciosas del San Pedro de Hospital, La Rioja, España, y publicado en el Emergiendo Revista de Enfermedades Contagiosas.